# Uno y medio contra el mundo
Uno y medio contra el mundo es una película de comedia y drama mexicana de 1973 escrita y dirigida por José Estrada y protagonizada por Vicente Fernández, Ofelia Medina y Rocío Brambila.

## Argumento
Lauro (Vicente Fernández) es un ladrón que, durante la huida de uno de sus atracos, conoce al niño Chava (Rocío Brambila), quien es tan pícaro como él. Al llegar a la Ciudad de México deciden trabajar y vivir juntos. Eventualmente Lauro es aprehendido por sus delitos, y mientras lo visita en la cárcel, Chava le revela que en realidad es niña. Años más tarde, después de que Lauro abandona la prisión, se reencuentra con la ya adulta Chava (Ofelia Medina), convertida en una hermosa mujer, y deciden siguen robando como antes, con ella disfrazada de varón. Ambos se enamoran y un día se besan. Sin embargo, una pandilla los ve, y debido al disfraz de Chava, los confunde con una pareja homosexual, por lo que los atacan violentamente, apuñalándolos a ambos. La película termina con un Lauro herido de muerte cargando a la ya muerta Chava en sus brazos.

## Reparto
- Vicente Fernández como Lauro
- Ofelia Medina como Chava (adulta)
- Rocío Brambila como Chava (niña)
- Mario García González
- José Chávez (acreditado como José Chávez Trowe)
- Alfredo Gutiérrez
- Ernesto Gómez Cruz
- Eduardo López Rojas
- Yolanda Vázquez
- Federico González
- Jorge Fegán
- Armando Acosta
- Juan Garza
- Lalo "el Mimo" (acreditado como Lalo de la Peña 'El Mimo')
- Alfredo Rosas
- Vicente Fernández Jr. (acreditado como Vicente F. Abarca)
- Manuel Dondé
- Felipe del Castillo
- Gustavo Negrete (acreditado como Gustavo del Castillo)
- Jesús Gómez

## Recepción
En Cinema of Solitude: A Critical Study of Mexican Film, 1967-1983, Charles Ramírez Berg menciona a la película junto con El albañil (1975) y El Coyote y la Bronca (1980) como ejemplos de películas de Vicente Fernández en las que «su personaje es ayudado por las mujeres, y está dispuesto a aceptarlo sin sentir que está perdiendo su virilidad», debido a que «para él, las mujeres son misteriosas pero no amenazantes, por lo que las trata como iguales, no como siervas». Una reseña de Etcétera de 2019 considera a la película «la única cinta de Vicente Fernández que vale la pena, tal vez junto con El albañil».
Debido al final de la película, en el que el personaje de Ofelia Medina es apuñalado por besar al personaje de Vicente Fernández mientras está vestido de hombre, la película recibió notoriedad luego de una controversia en la que Fernández afirmó en 2019 que rechazó recibir un trasplante de hígado, tras haber sido diagnosticado con cáncer, por si el donante era homosexual. La reseña de Etcétera afirmó «46 años después de esa película, el mismo Vicente Fernández sigue sin entender».